# Rețea personală
O rețea personală (engleză: Personal Area Network - PAN), este o rețea de calculatoare pentru interconectarea dispozitivelor centrate pe spațiul de lucru al unei persoane individuale, de obicei implementate într-un spațiu de aproximativ zece metri. Alte nume pentru acest tip de rețea sunt rețea de domiciliu și rețea individuală.
Un PAN oferă transmisii de date printre dispozitive cum ar fi calculatoare, smartphone-uri, tablete, scanner, media player, imprimante, PDA în apropierea punctului de acces. PAN pot fi utilizate pentru conectarea la o rețea de nivel superior (LAN, internet) caz în care un dispozitiv principal ocupă rolul de gateway. 
Cel mai ușor mod de conectare a unui PAN constă în folosirea un comutator de rețea. În acest caz toate calculatoarele se vor conecta la comutator prin cabluri, iar fiecărui calculator îi vor fi setate adrese IP diferite.
Calculatoarele pot fi conectate și fără un comutator, în acest mod unul sau mai multe calculatoare din rețea vor avea rolul de gateway pentru calculatoare. Rețelele PAN pot fi conectate și cu magistrale USB (dar este realizat predominant prin conexiune fără fir, numită și Wireless Personal Area Network (WPAN) și FireWire.
O rețea personală fără fir (WPAN) este transmisă printr-o tehnologie de rețea fără fir, precum Bluetooth, IrDA,  ZigBee. Un WPAN creat prin Bluetooth se numește Piconet.
Raza de acțiune a unei WPAN variază de la câțiva centimetri până la câțiva metri. WPAN-urile special concepute pentru funcționarea cu consum redus de energie a senzorilor sunt uneori denumite și rețele personale cu consum redus de energie (LPPAN – Low-Power Personal Area Network), pentru a le deosebi mai clar de rețelele cu arie largă și consum redus de energie (LPWAN – Low-Power Wide-Area Network).

## Cu Fir
Rețelele personale cu fir oferă conexiuni scurte între periferice. Exemple de tehnologii includ USB, IEEE 1394 și Thunderbolt.

## Wireless
O rețea personală Wireless (WPAN) este o rețea personală în care conexiunile sunt realizate fără fir. IEEE 802.15 a elaborat standarde pentru mai multe tipuri de rețele PAN care funcționează în banda ISM, inclusiv Bluetooth. Asociația pentru Date în Infraroșu (IrDA – Infrared Data Association) a elaborat standarde pentru WPAN-uri care utilizează comunicații în infraroșu.

### Bluetooth
Bluetooth folosește unde radio pe distanțe scurte. Utilizările într-o rețea WPAN includ, de exemplu, dispozitive Bluetooth precum tastaturi, dispozitive de indicare, căști audio și imprimante care se pot conecta la ceasuri inteligente, telefoane mobile sau computere. O WPAN Bluetooth este numită și piconet și este compusă din până la 8 dispozitive active într-o relație master-slave (un număr foarte mare de dispozitive suplimentare pot fi conectate în modul „parcat”). Primul dispozitiv Bluetooth din piconet este masterul, iar toate celelalte dispozitive sunt slave, comunicând cu masterul.
O piconet are, de obicei, o rază de acțiune de 10 metri, deși în condiții ideale se pot atinge distanțe de până la 100 de metri. Routerele Bluetooth cu rază lungă și antene îmbunătățite pot conecta dispozitive Bluetooth până la 300 de metri.
Prin rețeaua în plasă Bluetooth (Bluetooth mesh networking), raza de acoperire și numărul de dispozitive pot fi extinse folosind tehnici de rețea în plasă, care transmit informațiile de la un dispozitiv la altul. O astfel de rețea nu are un dispozitiv master și poate fi sau nu considerată o WPAN.

### IrDA
IrDA folosește lumină infraroșie, care are o frecvență sub limita de sensibilitate a ochiului uman. Infraroșul este utilizat și în alte aplicații de comunicații fără fir, de exemplu, în telecomenzi. Dispozitivele tipice WPAN care folosesc IrDA includ imprimante, tastaturi și alte interfețe de comunicație serială.